# Txurkin
Txurkin (en rus: Чуркин) és un poble (un possiólok) de l'óblast d'Astracan, a Rússia, segons el cens del 2010 tenia 58 habitants.